# Ауреджи, Альдо
Альдо Ауреджи (итал. Aldo Aureggi, 6 октября 1931, Рим — 21 августа 2020, Рим) — итальянский фехтовальщик-рапирист. Серебряный призёр летних Олимпийских игр 1960 года, бронзовый призёр чемпионата мира 1957 года.

## Биография
Альдо Ауреджи родился 6 октября 1931 года в Риме.
В соревнованиях по фехтованию представлял «Чирколо Карло Пессина» из Рима. В 1959 году стал чемпионом Италии в личном турнире.
В 1953 году завоевал серебряную медаль в личном и золотую в командном турнире на Летней международной неделе студенческого спорта в Дортмунде.
В 1957 году единственный раз в карьере участвовал в чемпионате мира в Париже. В составе сборной Италии завоевал бронзовую медаль в командном турнире.
В 1960 году вошёл в состав сборной Италии на летних Олимпийских играх в Риме. Сборная Италии, за которую также выступали Эдоардо Манджаротти, Луиджи Карпанеда, Альберто Пеллегрино и Марио Курлетто, завоевала серебряную медаль в командном турнире рапиристов. На групповом этапе итальянцы выиграли у Румынии — 9:2, в четвертьфинале у США — 9:0, в полуфинале сыграли вничью с Венгрией — 8:8 и вышли в финал благодаря большему числу уколов (68:65). В финале Италия проиграла сборной СССР — 4:9.
По специальности был врачом. В течение многих лет руководил одной из ведущих клиник Рима.
Умер 21 августа 2020 года в Риме.